# (3469) Bulgakov
(3469) Bulgakov ist ein Asteroid des Hauptgürtels, der am 21. Oktober 1982 von der ukrainischen Astronomin Ljudmila Georgijewna Karatschkina am Krim-Observatorium (IAU-Code 095) in Nautschnyj entdeckt wurde.
Benannt wurde der Asteroid nach dem sowjetischen Schriftsteller Michail Afanassjewitsch Bulgakow (1891–1940), der als einer der großen Satiriker der russischen Literatur gilt.